# دابانغ (سلسلة أفلام)
دابانغ (بالإنجليزية: Dabangg) هي سلسلة من أفلام الكوميديا والأكشن باللغة الهندية الهندية أنتجها أرباز خان، بطولة سلمان خان في دور الشرطي تشولبول باندي، وسوناكشي سينها في دور حبيبته راجو باندي، وأرباز خان في دور الأخ غير الشقيق لتشولبول ماخانشاند "ماكي" باندي.  العمل الأصلي هو فيلم صدر عام 2010، بعنوان دابانغ، وأخرجه أبهيناف كاشياب [الإنجليزية] وأنتجته دهيلين ميهتا [الإنجليزية].   

## ملخص

### دابانغ (فيلم 2010)
ضابط الشرطة الشجاع والصادق والمجتهد، المفتش تشولبول باندي (سلمان خان)، يواجه تحديات من عائلته وعصابات العصابات والسياسيين مثل تشيدي سينغ (سونو سود).

### دابانغ 2 (فيلم 2012)
يثير المفتش تشولبول باندي (خان) مشكلة جديدة عندما يقتل شقيق أحد الساسة سيئي السمعة، ويقسم الأول على إحداث الفوضى في حياته باعتباره ثاكور باتشا لال سينغ (براكاش راج).

### دابانغ 3 (فيلم 2019)
يواجه مساعد مفتش الشرطة تشولبول باندي (خان) عدوًا من ماضيه، وتتطور قصته الأصلية كضابط شرطة شجاع باسم بالوانت "بالي" سينغ (سوديب سانجيف).

### مسلسل رسوم متحركة
مسلسل رسوم متحركة مبني على سلسلة الأفلام،  بعنوان Dabangg أيضًا،  تم عرضه لأول مرة في 31 مايو 2021 بعنوان Dabangg Animated TV Series على Cartoon Network والذي تم إنتاجه أيضًا بواسطة نفس الشركة وCosmos Maya مع CN India.   كما تم بثه أيضًا على Pogo TV في فبراير 2022.

### مظهر كاميو
قام سلمان خان بظهور قصير في دور تشولبول باندي في فيلم "Singham Again"، وهو أحدث فيلم من سلسلة أفلام Cop Universe للمخرج روهيت شيتي.

## الأفلام
| فيلم     | تاريخ الافراج عنه | مخرج                | كاتب السيناريو                                       | قصة                 | المنتج (ون)                                      |
| -------- | ----------------- | ------------------- | ---------------------------------------------------- | ------------------- | ------------------------------------------------ |
| دابانغ   | 10 سبتمبر 2010    | أبهيناف سينغ كاشياب | ديليب شوكلا، أبهيناف سينغ كاشياب                     | أبهيناف سينغ كاشياب | أرباز خان، ماليكا أرورا خان، ديلين ميهتا ‏        |
| دابانغ 2 | 21 ديسمبر 2012    | أرباز خان           | ديليب شوكلا                                          | ديليب شوكلا         | أرباز خان، ماليكا أرورا خان                      |
| دابانغ 3 | 20 ديسمبر 2019    | برابهو ديفا         | ديليب شوكلا، سلمان خان، برابهو ديفا، ألوك أوبادهيايا | سلمان خان           | سلمان خان، أرباز خان، نيخيل دويفيدي [الإنجليزية] |

### دابانغ (فيلم 2010)
تركز الحلقة الأولى من السلسلة على الأحداث الخيالية. تشولبول باندي هو شرطي لديه طريقته الخاصة في التعامل مع الفساد. يتمكن منتقده تشيدي سينغ من خلق خلاف بين تشولبول وأخيه غير الشقيق ويستخدمه لصالحه. تم إصدار Dabangg في 10 سبتمبر 2010، وحصل على مراجعات إيجابية.  أعطى ماثوريس بول من صحيفة ستيتسمان الفيلم 3.5 نجوم وعلق قائلاً "إن فيلم Dabangg يتماشى مع المشاهدين المحبطين بسبب عدم وجود بطولة غير معقدة على الشاشة".  حقق الفيلم إيرادات بلغت 219 كرور روبية على مستوى العالم  مقابل ميزانية بلغت 42 كرور روبية. 

### دابانغ 2 (فيلم 2012)
بعد نجاح فيلم Dabangg Arbaaz و Salman يجتمعان مرة أخرى في الجزء الثاني. الجزء الثاني من هذه السلسلة، تركز القصة على تشولبول باندي، وهو شرطي متمرد، يقتل شقيق أحد الساسة الفاسدين. انتقامًا، يرسل السياسي رجاله لمهاجمة زوجة تشولبول، مما يترك تشولبول غاضبًا. تم إصدار فيلم Dabangg 2 في 3500 شاشة في الهند و450 شاشة في الخارج في 21 ديسمبر 2012.  كان له أعلى عدد من الشاشات لأي فيلم في الهند وفي جميع أنحاء العالم، متجاوزًا فيلم إيك تا تايغر.   لقد تلقى آراء متباينة من النقاد. أعطى تاران أدارش [الإنجليزية] من بوليوود هانجاما الفيلم 4 من أصل 5 نجوم وقال "يحتوي Dabangg 2 على سلمان خان وسلمان خان وسلمان خان بالإضافة إلى الترفيه والتسلية والترفيه بجرعات كبيرة".  تم إعلان الفيلم كفيلم ناجح من قبل شباك التذاكر الهندي بعد أسبوعه الأول.  حقق فيلم Dabangg 2 إيرادات بلغت حوالي 11.75 دولارًا مليون في إجمالي عمرها. 

### دابانغ 3 (فيلم 2019)
تم تكليف الجزء الثالث من الفيلم Dabangg بعد نجاح الفيلم السابق وأخرجه برابهو ديفا، مع إعادة سلمان وسوناكشي لأدوارهما وسايي مانجريكار في دور قصير.  يركز الفيلم على ضابط الشرطة تشولبول باندي الذي يتمتع بحياة عائلية مثالية أثناء القبض على المجرمين بطريقته الخاصة. ومع ذلك، فإن عدو من ماضيه يعود ويهدد بتدمير كل ما عمل من أجله. تم إصدار الفيلم في دور العرض السينمائي في جميع أنحاء العالم في 20 ديسمبر 2019، في عطلة نهاية الأسبوع التي تسبق عيد الميلاد، باللغة الهندية، وتم دبلجته إلى اللغات التاميلية والتيلجو والكانادا  وتلقى مراجعات إيجابية من النقاد والجمهور.  بلغت الإيرادات المحلية في اليوم الافتتاحي لفيلم Dabangg 3  24.50 كرور روبية. اعتبارًا من 19 يناير 2020، مع إجمالي قدره تقريبيًا. حقق الفيلم  161 كرور روبية في الهند و  كرور روبية في الخارج، وحقق الفيلم إيرادات إجمالية عالمية تقدر بنحو 1.2 مليار دولار. 325  كرور وأصبح عاشر أعلى فيلم بوليوود من حيث الإيرادات لعام 2019. 

## الأفلام المستقبلية
بعد نجاح الفيلم الثالث، صرح صناع الفيلم أنهم سيستمرون في الامتياز ويأخذونه إلى الجزء الرابع والأخير في هذه السلسلة. الفيلم من إنتاج أرباز خان وسلمان خان. تم إعادة تشغيل الشخصية بعد تقديمها في عالم Cop Universe للمخرج Rohit Shetty  
من الجدير بالذكر أن سلمان خان ظهر في فيلم "Singham Again"، حيث أعاد تمثيل دوره الشهير في شخصية تشولبول باندي. تم ذكر "مهمة تشولبول سينغام" في شارة النهاية لفيلم "Singham Again"، مما يسلط الضوء على التقاطع بين سلسلة Dabangg وسلسلة Cop Universe للمخرج روهيت شيتي. تم تأكيد أن التصوير سيتم في 22 أكتوبر 2024 في مومباي. 